# Katawalu, Heggadadevankote
Katawalu là một làng thuộc tehsil Heggadadevankote, huyện Mysore, bang Karnataka, Ấn Độ.